# Мишлен, Клеман
Клеман Жером Мишлен (фр. Clément Jérôme Michelin; род. 11 мая 1997, Монтобан) — французский футболист, правый защитник французского клуба «Бордо».

## Клубная карьера
Клеман является воспитанником «Тулузы», в академии которой тренировался с девяти до семнадцати лет. С 2015 года привлекается к играм за вторую команду. 20 декабря 2014 года дебютировал за неё в поединке против «Агде». Всего в первом сезоне провёл 4 матча, забитыми мячами не отличался. В сезоне 2015/2016 сыграл за вторую команду 13 встреч, забил один гол, 21 ноября 2015 года в ворота «Кастани».
Летом 2016 года был вызван на сборы с основной командой.
11 июня 2019 года подписал трехлетний контракт с «Лансом».
5 августа 2021 года подписал четырёхлетний контракт с греческим клубом АЕК.

## Карьера в сборной
Играл за юношескую сборную Францию различных возрастов. Чемпион Европы 2016 года среди юношей до 19 лет. На турнире провёл все пять игр.

## Клубная статистика
| Клуб           | Сезон      | Лига             | Лига  | Лига | Кубок | Кубок | Кубок лиги | Кубок лиги | Континент | Континент | Другое | Другое | Итог  | Итог |
| Клуб           | Сезон      | Дивизион         | Матчи | Голы | Матчи | Голы  | Матчи      | Голы       | Матчи     | Голы      | Матчи  | Голы   | Матчи | Голы |
| -------------- | ---------- | ---------------- | ----- | ---- | ----- | ----- | ---------- | ---------- | --------- | --------- | ------ | ------ | ----- | ---- |
| Тулуза         | 2016/17    | Лига 1           | 8     | 0    | 1     | 0     | 1          | 0          | —         | —         | —      | —      | 10    | 0    |
| Тулуза         | 2017/18    | Лига 1           | 7     | 0    | 1     | 0     | 2          | 0          | —         | —         | —      | —      | 10    | 0    |
| Тулуза         | 2018/19    | Лига 1           | 1     | 0    | —     | —     | —          | —          | —         | —         | —      | —      | 1     | 0    |
| Тулуза         | Итог       | Итог             | 16    | 0    | 2     | 0     | 3          | 0          | —         | —         | —      | —      | 21    | 0    |
| Аяччо (аренда) | 2018/19    | Лига 2           | 14    | 0    | 1     | 0     | —          | —          | —         | —         | —      | —      | 15    | 0    |
| Ланс           | 2019/20    | Лига 2           | 25    | 1    | 1     | 0     | 0          | 0          | —         | —         | —      | —      | 26    | 1    |
| Ланс           | 2020/21    | Лига 1           | 26    | 0    | 2     | 0     | 0          | 0          | —         | —         | —      | —      | 28    | 0    |
| Ланс           | Итог       | Итог             | 51    | 1    | 3     | 0     | 0          | 0          | —         | —         | —      | —      | 54    | 1    |
| АЕК (Афины)    | 2021/22    | Суперлига Греции | 13    | 0    | 0     | 0     | —          | —          | —         | —         | —      | —      | 13    | 0    |
| Общий итог     | Общий итог | Общий итог       | 94    | 3    | 6     | 0     | 3          | 0          | 0         | 0         | 0      | 0      | 103   | 1    |

## Достижения
Международные
- Победитель чемпионата Европы (до 19 лет): 2016